# موزو تپه سی
موزو تپه سی مربوط به عصر آهن است و در شهرستان مشگین‌شهر، بخش ارشق، دهستان ارشق مرکزی، روستای خلیفه لو واقع شده و این اثر در تاریخ ۲۶ اسفند ۱۳۸۷ با شمارهٔ ثبت ۲۵۸۴۰ به‌عنوان یکی از آثار ملی ایران به ثبت رسیده است.